# Самоубийства в Японии
Самоубийства в Японии представляют известную национальную проблему, значительная распространённость этого явления и его исторические корни позволяют говорить о наличии в Японии культуры самоубийства, хотя в мировом масштабе в Японии отмечается средний уровень суицидов, в 2021 году страна занимала сорок девятое место по этому показателю. Особенно быстро число самоубийств выросло в 1990-е годы, например, в 1998 году прирост по отношению к предыдущему году составил 34,7 %. Это подвигло правительство на увеличение выделения средств на профилактику самоубийств. 71 % завершённых суицидов совершаются мужчинами и являются основной причиной гибели мужского населения в возрастной группе от 20 до 44 лет. По статистике, в 2019 году в Японии от суицидов погибло 20 196 человек. По статистике, самоубийство - основная причина смерти среди японских граждан в возрасте 15-39 лет, и по сравнению со статистикой ВОЗ Япония — единственная экономически развитая страна, где самоубийства являются основной причиной смерти среди лиц в возрасте 15-34 лет. Это связано с тем, что в связи со старением населения (1 октября 2021 года 29,1 % населения Японии было старше 65 лет), уменьшения процента молодёжи в обществе, высоким уровнем жизни, безопасностью (Токио считается самым безопасным городом в мире, а Осака - третьим по безопасности в мире), эффективной системы здравоохранения и строгой иммиграционной политикой, в Японии наблюдается очень низкий уровень насильственной преступности и уличного насилия, а использование исключительно безопасного общественного транспорта уменьшает количество дорожно-транспортных происшествий, которые являются непропорционально большими причинами смерти среди молодых и здоровых людей в странах мира.

## Исторические предпосылки
Японская культура имеет долгую историю почитаемых самоубийств — сэппуку, совершаемых самураями, чтобы искупить свою вину и избежать бесчестья. Многие самоубийства в современной Японии совершаются также в качестве искупления за допущенную ошибку, навлекшую позор или причинившую ущерб семье, компании, своей спортивной команде, школе и т. д.
Широко известно было и отчаянное самоубийственное поведение японских воинов во время боевых действий. В период Второй мировой войны, например, японские пилоты-камикадзе, в целях нанесения максимального урона врагу, вели свои самолёты и планеры на самоубийственный таран американских авианосцев. Отличались и простые солдаты, которые проводили отчаянные банзай-атаки, чтобы избежать позора поражения.
Известна традиция самомумификации буддистских монахов школы Сингон, которую можно трактовать как жертвенное самоубийство.

## Причины
Причины самоубийств в Японии включают в себя прежде всего потерю работы (в старшей возрастной группе — ощущение пустоты при выходе на пенсию). По состоянию на 2009 год потеря работы являлась причиной 65,3 % случаев самоубийств. Депрессия держала первое место в списке основных психологических факторов. Другие частые причины включают в себя невозможность найти работу, невозможность вернуть долг или кредит, социальное давление, проблемы со здоровьем, проблемы во взаимоотношениях, в младшей возрастной группе — травлю в школе. В 2007 году национальное полицейское агентство Японии детализировало свои принципы категоризации, и теперь насчитывает до 50 возможных причин с обязательным указанием не менее трёх в каждом отдельном случае.

## Демография
Традиционно большая часть самоубийств совершается мужчинами — более 71 % всех случаев в 2007 году. В 2009 их число выросло на 641 и составило 23 421 человек, причем из этого числа 40,8 % пришлось на возрастную группу от 40 до 69 лет. Мужчины также склонны в два раза чаще кончать с собой после развода, чем женщины. Несмотря на это, суициды всё же являются основной причиной смерти и японских женщин в возрасте от 15 до 34 лет. Хотя следует учитывать, что в этой возрастной группе смерть от заболеваний в Японии крайне низка.
В группе 20-летних уровень самоубийств также вырос и в 2009 году, достигнув пика за всё время наблюдения, 2-й год подряд составил 24,1 случая на 100 000 населения. Национальное полицейское агентство Японии в своём отчёте сообщило ещё об одном новом «рекорде» по числу суицидов, зафиксированном 3-й год подряд в группе у 30-летних. Уровень самоубийств в когорте 60-летних также высок, однако всё же ниже, чем у 30-летних.
Общее количество самоубийств в 2009 году выросло на 2 % и составило 32 849 человек (26 на 100 000 населения), превысив порог в 30 000 уже 12-й год подряд. Это число соответствует примерно одному суициду каждые 15 минут. Для сравнения, уровень в Великобритании составляет 9 на 100 000, в США 11 на 100 000 населения соответственно. В этом смысле Япония сильно выделяется на фоне других развитых стран. В 2007 году по числу женских суицидов страна была на первом месте среди государств Большой восьмёрки, а по числу мужских — на втором, уступив только России.

## Места и способы
Наиболее распространёнными способами самоубийства среди мужчин в Японии являются (в порядке убывания количества случаев): повешение, отравление газом или удушение, прыжок с высоты, самоубийство при помощи холодного оружия (в том числе мечом), утопление, самоубийство при помощи транспортных средств (т. н. «тобикоми»). Наиболее распространёнными способами самоубийства среди женщин в Японии являются: повешение, прыжок с высоты, отравление газом или удушение, отравление медикаментами, утопление, самоубийство при помощи транспортных средств.
Наиболее популярное место для совершения самоубийства — лес Аокигахара. В период до 1988 года там обнаруживали около 30 тел ежегодно. В 1999 году было найдено 74 тела, это был «рекорд» вплоть до 2002 года, когда было найдено 78 трупов. Территория леса патрулируется отрядами полиции, которыми в том же году было задержано 83 потенциальных самоубийцы.
Железные дороги также являются популярным местом, в особенности линия Тюо.
До строительства там ограждения популярным способом самоубийства был прыжок в жерло вулкана Михара.

## Синдзю
Синдзю (яп. 心中, англ. shinjū) дословно означает на японском языке «единство сердец». Синдзю в наиболее известном смысле — самоубийство пары влюблённых, чья любовь является социально неприемлемой или отвергается семьёй. Влюблённые полагали, что после синдзю они соединятся вновь на небесах. Такие двойные самоубийства были довольно распространены в Японии на протяжении всей истории и стали важной частью искусства. В японском театре и литературной традиции синдзю играет очень важную роль. Синдзю было описано, например, в знаменитой пьесе «Самоубийство влюблённых на Острове Небесных Сетей», написанной в семнадцатом веке трагиком Тикамацу Мондзаэмоном для кукольного театра бунраку. В театральных пьесах перед синдзю влюблённые традиционно предпринимают небольшую романтическую поездку, наслаждаясь последними днями и вспоминая счастливые моменты. Синдзю нашло отражение и в современном японском кинематографе, например, в фильме «Фейерверк» режиссёра Такэси Китано.
Менее известный вид синдзю — убийство родителями (чаще одним родителем) своих детей с последующим самоубийством. Широкую известность получил на Западе случай, произошедший 29 января 1985 года в США, где 32-летняя японская иммигрантка, не вынеся измены мужа, решила утопить двух своих детей и утопиться сама на пляже Санта-Моники. В представлении женщины японской культуры никто не сможет позаботиться о маленьких детях лучше матери, поэтому, решив покончить с жизнью, она забирает детей с собой.

## Групповые самоубийства
Нередко в Японии происходят групповые самоубийства, привлекающие огромное внимание японских средств массовой информации. Помимо того, что массовость помогает преодолеть страх суицида, корни группового самоубийства также можно найти в японской истории, из которой известны многие примеры массовых сеппуку, а также известен случай из Второй мировой войны, когда около тысячи жителей острова Сайпан покончили жизнь самоубийством (в основном бросившись со скалы), чтобы избежать американской оккупации.

### Самоубийства по соглашению
Особенностью самоубийств в Японии в начале XXI века стало появление самоубийств по соглашению. Так, незнакомые до этого люди, зачастую найдя друг друга в сети Интернет, заключают соглашение о совместном самоубийстве или одновременном самоубийстве в разных местах. Большую освещённость в прессе получил случай 2005 года, когда одновременно в двух машинах с собой покончили семь человек (задохнувшись выхлопными газами), предварительно договорившись об этом через Интернет.
Выйдя за пределы Японии, самоубийства по соглашению начали распространяться по миру, заставляя правительства разных стран принимать меры. В частности, в Израиле был создан специальный отдел полиции, в котором полицейские психологи отслеживают новые сообщения в форумах, посвящённых самоубийству, и отвечают на них, по возможности оказывая психологическую помощь и поддержку.